# Karaoke
El karaoke (カラオケ?) es una manera de cantar con pistas de canciones siguiendo la letra de la misma, impresa sobre una pantalla y teniendo todo el acompañamiento musical respectivo. Etimológicamente, proviene de la palabra japonesa kara (空), que significa vacío; y oke, abreviatura japonesa de la palabra inglesa orchestra (オーケストラ, ōkesutora), orquesta. Lo que significa que la orquesta toca "en vacío", es decir, sin cantante. Esto permite que cualquier cantante aficionado pueda usarlo como acompañamiento para su canto. El requisito mínimo para "karaokear" es que el aficionado debe saber de memoria la melodía y la letra de la canción.

## Inicios
La historia del karaoke proviene de Japón, donde ha sido popular la música para entretenimiento en reuniones y comidas. La primera máquina de karaoke la introdujo el cantante Daisuke Inoue, quien se dio cuenta del potencial del sistema al ser consultado insistentemente por los asistentes a sus conciertos por grabaciones, para poder cantar con ayuda de ellas. Él comenzó alquilando estas máquinas —que funcionaban con monedas— a diversos establecimientos, y esta forma de entretenimiento comenzó a popularizarse. Las primeras máquinas utilizaron cintas para las grabaciones, y, más adelante, el sistema se implementó con CD, Laserdiscs y, posteriormente, con DVD.
En Francia, a partir del siglo XIX, en la tradición de canción popular en los cabarets llamada goguette, se acompaña al acordeón --o, a veces, al piano-- la interpretación que hace algún asistente de una pieza conocida; pero, como exigencia suplementaria, este modifica la letra de la canción. A diferencia del karaoke japonés, en el cual el participante es solamente un intérprete, la gogueta francesa posee también una dimensión de creación literaria y, frecuentemente, de parodia y crítica política.
Una máquina de karaoke básica contiene una entrada de audio, un modificador de tono y una salida de audio. Algunas máquinas también disponen de un sistema de supresión de voz, para eliminar la voz del cantante original de la canción. También, suelen disponer de una pantalla de televisión en que se leen los subtítulos de la canción.

## Pub de Karaoke

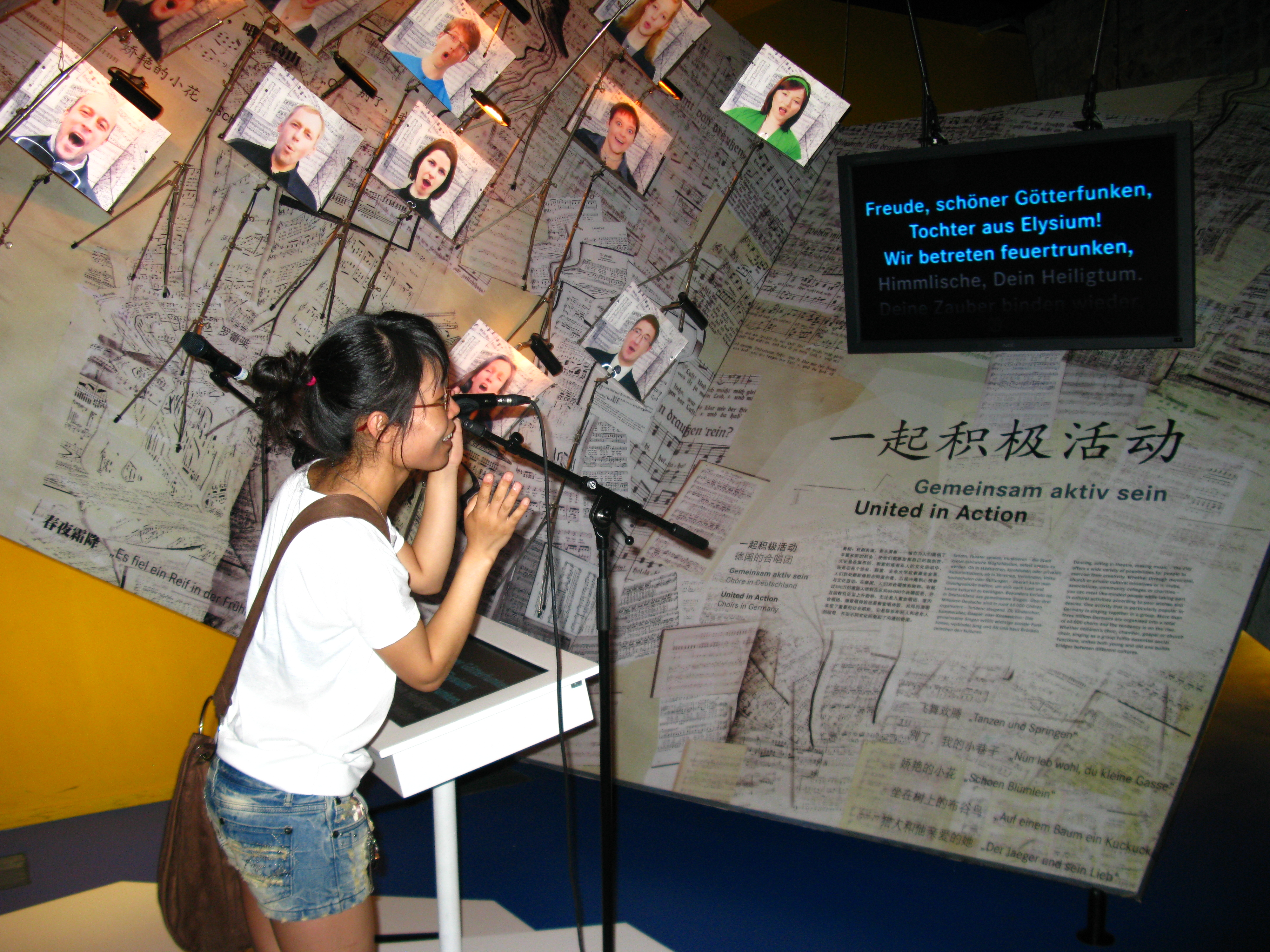
Cliente cantando en un pub de Karaoke en China.

Es un lugar de ocio -restaurante y/o bar- cuya principal atracción es que el cliente juega a ser un cantante famoso, subiendo a un escenario y cantando con el micrófono en la mano mientras está asistiendo con sus amigos, y además es escuchado por el resto de los asistentes. El pub de Karaoke suele contar con un amplio conjunto de canciones, lo que facilita la elección del género para los distintos gustos de las personas que acuden. Además dispone de equipos de karaoke profesionales, grandes pantallas donde poder seguir las letras y poder cantar con un sonido de alta calidad.
La persona que quiere cantar acude mediante un papel de petición para solicitar la canción que desea —y que puede buscar en los catálogos—. Cuando le llega su turno, el profesional —que se encarga de poner las canciones y regular el sonido— llama a la persona y ésta acude al escenario colocado en un lugar del recinto donde pueda ser visto por todos.
Este tipo de actividad ha sido tomada también por restaurantes y bares normales que la utilizan en ocasiones especiales, como bodas, bautizos, banquetes y otros eventos. La diferencia con un “pub de karaoke” es que el pub no lo utiliza en ocasiones determinadas, ya que es su función del día a día. En México existen muchos bares y restaurantes con servicios de karaoke en días determinados pero pocos canta bar o karaokes de tiempo completo, que su objetivo es que sus clientes sean los encargados de su propia diversión y entretenimiento tanto para ellos como para los demás clientes. La Ciudad de México y el Estado de México son los principales proveedores de esta clase de bares.

## Concursos
Esta actividad ha generado concursos a lo largo del planeta, donde la gente demuestra su talento a la hora de cantar. Bien pueden ser organizados por medios local (como los organizados en verano de 2006 por diferentes televisiones regionales españolas, como TV3, Aragón Televisión y TVG), como a raíz de eventos de historieta.

Sin embargo, también hay concursos internacionales a escala mundial como el Karaoke World Championships.

## Karaoke en televisión
El karaoke en televisión le ha dado un gran empujón a esta actividad, son muchos los programas que han utilizado el karaoke como parte de un concurso o dentro del programa. Siendo partícipes cualquier persona que acuda el presentador, famosos, público, etc.

### España
En España se ha usado en programas como Furor, El grand prix del verano, tertulias de la tarde en las distintas cadenas. Además siempre han existido los concursos donde va la gente a cantar, algunos como Lluvia de estrellas y Menudas estrellas donde han participado algunos de los artistas que están ahora en las listas de los más escuchados.
Y en los últimos años Operación triunfo, Popstars, Gente de primera, Factor X... donde si a pesar de ser el mecanismo del concurso más complejo cumplen con la definición de karaoke, personas que cantan sobre una base musical, y solo hay que mirar los casting para ver el éxito que han tenido estos programas. Por ejemplo el programa de La Voz tiene sus propias cabinas de karaoke repartidas por el mundo, tanto en su versión individual/dúos como salas privadas.
Así se ha conseguido que esta actividad se vea más favorecida y en el verano de 2006 en televisiones regionales concursos que salieron, como en Cataluña en TV3, Canta conmigo en Aragón Televisión y Supermartes en la televisión gallega TVG. La mayoría con un formato muy similar al de un concurso que hubo años atrás en la televisión española Telecinco y que en el 2007 algunos de ellos se han seguido realizando.
A finales de 2007 llegó a la televisión Al pie de la letra, un programa de karaoke que utiliza el mismo formato que el conocido programa de televisión The Singing Bee estrenado el 10 de julio por la cadena estadounidense NBC, la mecánica del concurso al utilizar solo trozos de canciones es mucho más amena para el espectador.

### Argentina
En Argentina, el fenómeno fue popularizado por Susana Giménez dentro de una sección del programa que lleva su nombre. En ella los participantes, siempre famosos, compiten tratando de interpretar piezas musicales.

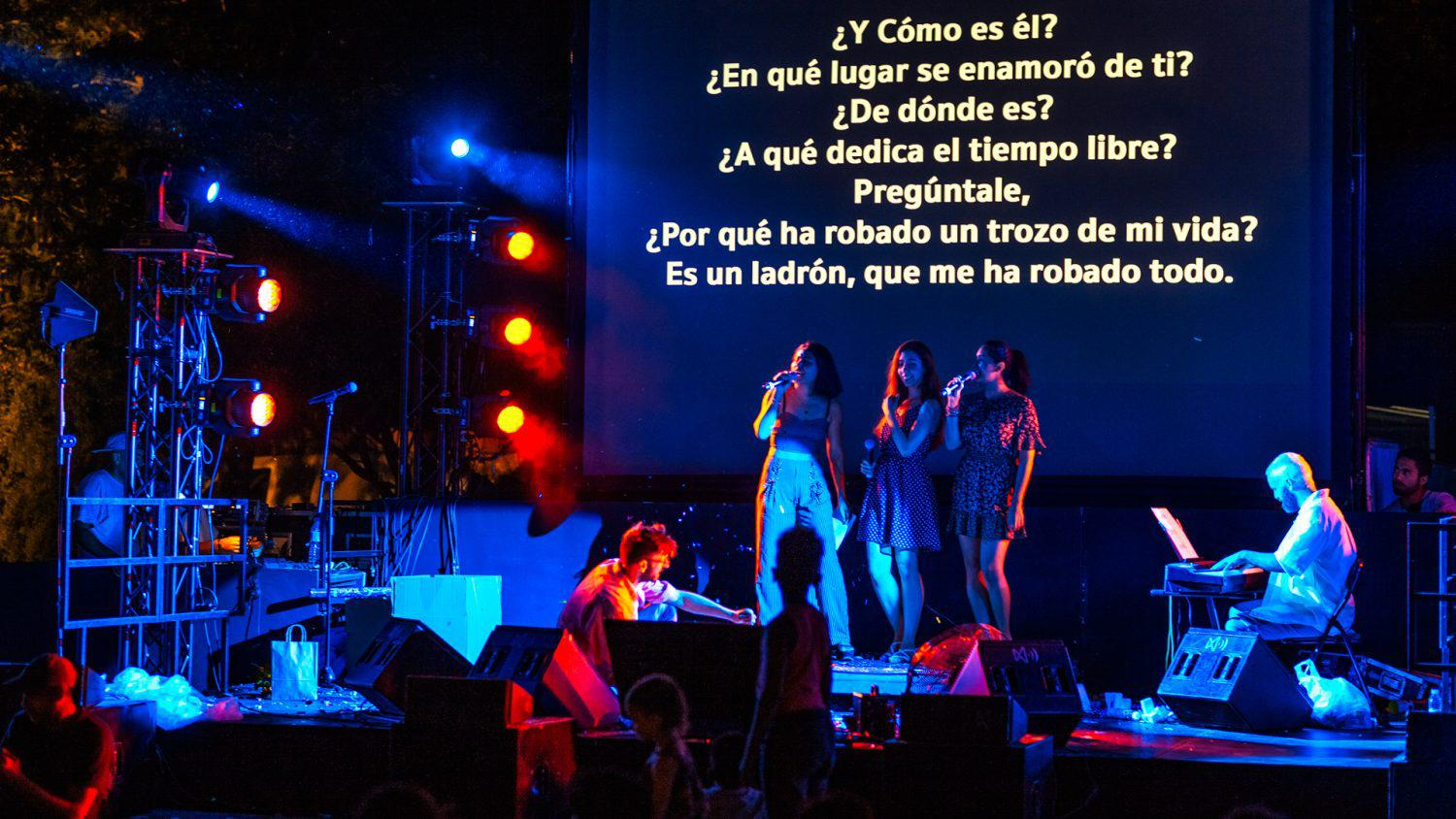
Personas Cantando Karaoke

## Karaoke en la computadora u ordenador personal
Inicialmente el Karaoke solo se podía disfrutar en salas especializadas con equipos profesionales de sonido como micrófonos o monitores que mostraban la letra coloreándose al tempo de la canción, pero con los avances tecnológicos en el ámbito de las computadoras personales y la aparición de nuevos sistemas operativos los cuales hacían más fácil para los programadores realizar complejas aplicaciones informáticas empezaron a aparecer nuevas soluciones las cuales facilitaron la entrada del karaoke a nivel doméstico. Hoy en día con una simple búsqueda en internet ya podemos ver un gran listado de software para karaoke donde podemos encontrar diversas soluciones tanto a nivel gratuito como de pago, desde programas que únicamente reproducen los clásicos formatos de karaoke como .kar o .midi hasta los más avanzados programas capaces de reproducir formatos de mayor calidad como .km3 o el .cdg.
El programa mas utilizado en España para uso personal es KaraokeMedia Home , que permite reproducir tanto .kar, .midi, .cdg, .km3 como videos en formato.mp4. Por otro lado el programa mas utilizado para uso profesional es KaraokeMedia Pro X, que te permite hacer uso de listas de música ambiente, Spotify, cambio de tonos e incluso tiene aplicación móvil para pedir las canciones.

## Otras referencias a karaoke
En la actualidad se ha demostrado el fenómeno de Karaoke, han sido diferentes las compañías de software que lo han utilizado en sus juegos, como Sony, Nintendo, teniendo un gran éxito de ventas.
El día mundial del karaoke se conmemora todos los 20 de julio de cada año.